# Östervadet
Östervadet är en sjö i Umeå kommun i Västerbotten och ingår i Hörnån-Öreälvens kustområde. Sjön har en area på 0,0986 kvadratkilometer och ligger 0 meter över havet.

## Delavrinningsområde
Östervadet ingår i det delavrinningsområde (706099-170145) som SMHI kallar för Rinner mot Hörnefors området sek namn. Medelhöjden är 3 meter över havet och ytan är 1,25 kvadratkilometer. Det finns inga avrinningsområden uppströms utan avrinningsområdet är högsta punkten. Avrinningsområdets utflöde mynnar i havet, utan att ha någon enskild mynningsplats. Avrinningsområdet består mestadels av skog (88 procent). Avrinningsområdet har 0,1 kvadratkilometer vattenytor vilket ger det en sjöprocent på 8,1 procent.